# Sårjåsjaurestugan

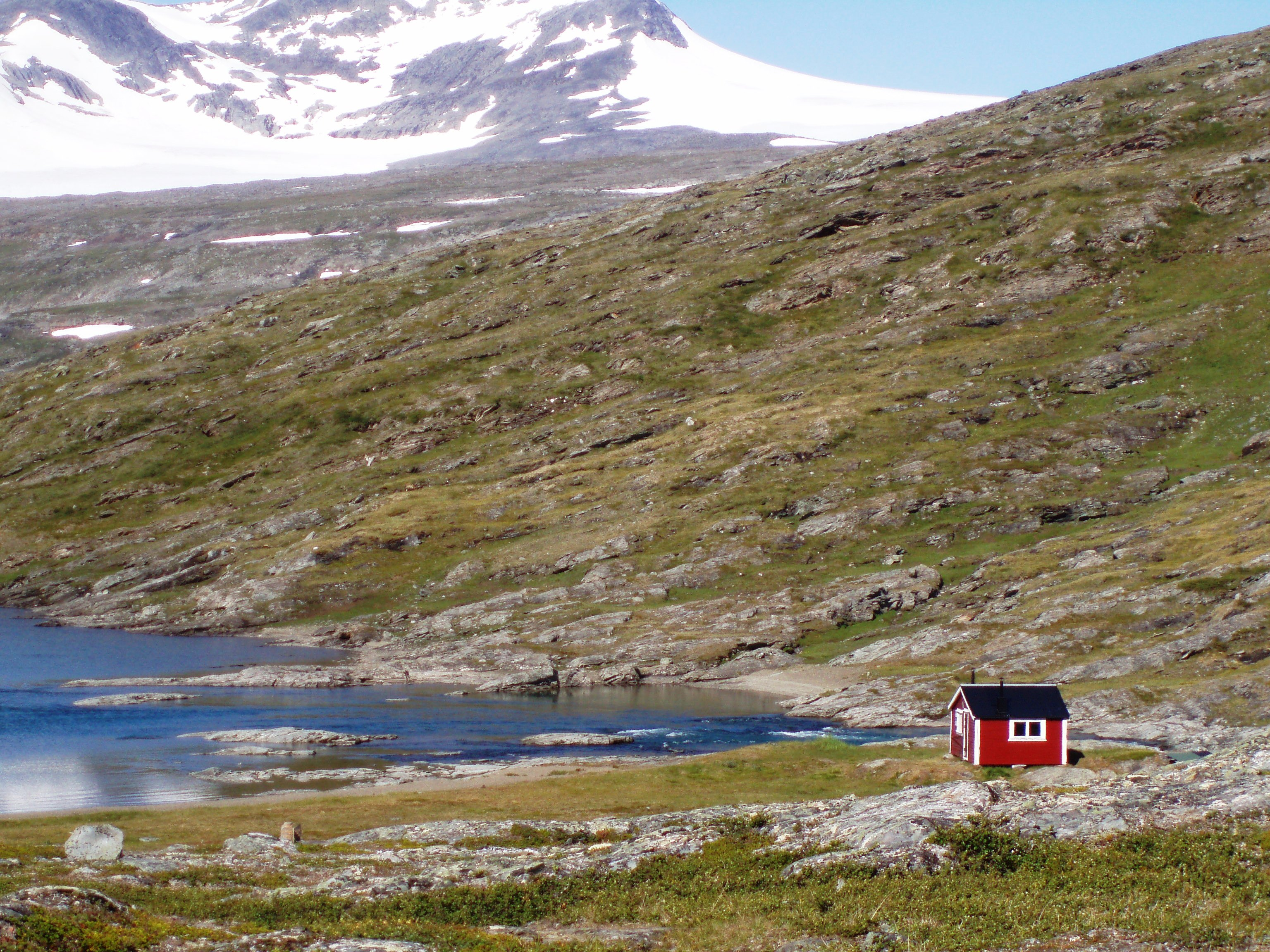
Sårjåsjaurestugan, 2008.

Sårjåsjaurestugan eller STF Sårjåsjaure fjällstuga, tidigare kallad Konsul Perssons stuga är en fjällstuga som ligger i närheten av Padjelanta nationalpark i Jokkmokks kommun nära norska gränsen och som drivs av Svenska turistföreningen. Stugan byggdes år 1922 och har 8 bäddar. Stugan kallades Konsul Perssons stuga för att en privatperson vid namn Persson bekostade stugan tidigare.
Stugplatsen ligger på 830 meters höjd invid Sårjåsjaure, nära utloppet av sjön via Sårjåsjohkka. Nordkalottleden passerar förbi stugplatsen. Stugan ligger väster om Staddajåkkåstugan och öster om Sorjoshytta i Norge.